# René Brancour
René Brancour   (París, 17 de maig de 1862 - 16 de novembre de 1948) fou un compositor i escriptor francès. Feu els estudis en la seva ciutat natal sota la direcció de professors particulars. Després fou professor de l'Associació per l'ensenyança de senyoretes en la Sorbona i en els Liceus Saint-Louis i Buffon. fou conservador del Museu del Conservatori Nacional de Música, oficial d'Instrucció pública, membre de l'Associació de Crítica Dramàtica i Musical, de la Societat d'Autors i Compositors, etc. Escrigué un bon nombre d'articles sobre literatura i música en els: Correspondant; els Annales; la Revue Française; la Chronique des Beaux Arts; la Revue Belge; el Ménestrel, etc., un volum de poesies Le Château des Rève i les obres Histoïre des instruments de musique; Méhul; Félicien David; Massenet; Le Marsellaise et le Chant du départ, etc. Entre les seves composicions musicals destaquen: Visions de Bruges; Les vois de Guérande, i una sonata per a violí i piano, havent compost, a més, diverses peces de piano, entre les que cal citar un trio oboè, baix i piano.